# SN 2011fz
SN 2011fz – supernowa typu Ib/c odkryta 18 września 2011 roku w galaktyce UGC 12271. W momencie odkrycia miała maksymalną jasność 16,60m.